# Otto Heinrich Warburg
Otto Heinrich Warburg (/ˈvɑːrbʊərɡ/; sinh ngày 8 tháng 10 năm 1883 - mất ngày 1 tháng 8 năm 1970), con trai của nhà vật lý Emil Warburg, là một nhà sinh lý học, bác sĩ y khoa người Đức. Ông đạt Giải Nobel Sinh lý học và Y khoa năm 1932. 